# Oxymycterus
Oxymycterus é um gênero de roedores da família Cricetidae.

## Espécies
- Oxymycterus akodontius Thomas, 1921
- Oxymycterus amazonicus Hershkovitz, 1994
- Oxymycterus angularis Thomas, 1909
- Oxymycterus caparoae Hershkovitz, 1998
- Oxymycterus dasytrichus Fischer, 1814
- Oxymycterus delator Thomas, 1903
- Oxymycterus hiska Hinojosa, Anderson & Patton, 1987
- Oxymycterus hispidus Pictet, 1843
- Oxymycterus hucucha Hinojosa, Anderson & Patton, 1987
- Oxymycterus iheringi Thomas, 1896
- Oxymycterus inca Thomas, 1900
- Oxymycterus josei Hoffman, Lessa & Smith, 2002
- Oxymycterus nasutus (Waterhouse, 1837)
- Oxymycterus paramensis Thomas, 1902
- Oxymycterus quaestor Thomas, 1903
- Oxymycterus roberti Thomas, 1901
- Oxymycterus rufus (J. Fischer, 1814)
- Oxymycterus wayku